# Цытович, Николай Илларионович
Николай Илларионович Цытович (1832—1889) — русский военный юрист, тайный советник. Член Главного военного суда Российской империи.

## Биография
Родился в 1832 году в Санкт-Петербургской губернии.
В 1853 году после окончания с отличием Аудиторское училище Военного министерства был произведён в гражданский чин XII класса и определён на службу по Министерству юстиции.
С 1862 года аудитор в Правлении Санкт-Петербургского генерал-губернатора.
С 1866 года коллежский асессор, обер-аудитор Инспекторского департамента военного министерства.
С 1867 года обер-аудитор при Главном штабе Русской императорской армии.
С 1869 года коллежский советник — военный прокурор Одесского военного округа.
С 1872 года статский советник — правитель Канцелярии Главного военно-судного управления. В 1876 году произведён в чин действительного статского советника. В 1887 году произведён в чин тайного советника и назначен членом Главного военного суда Российской империи.

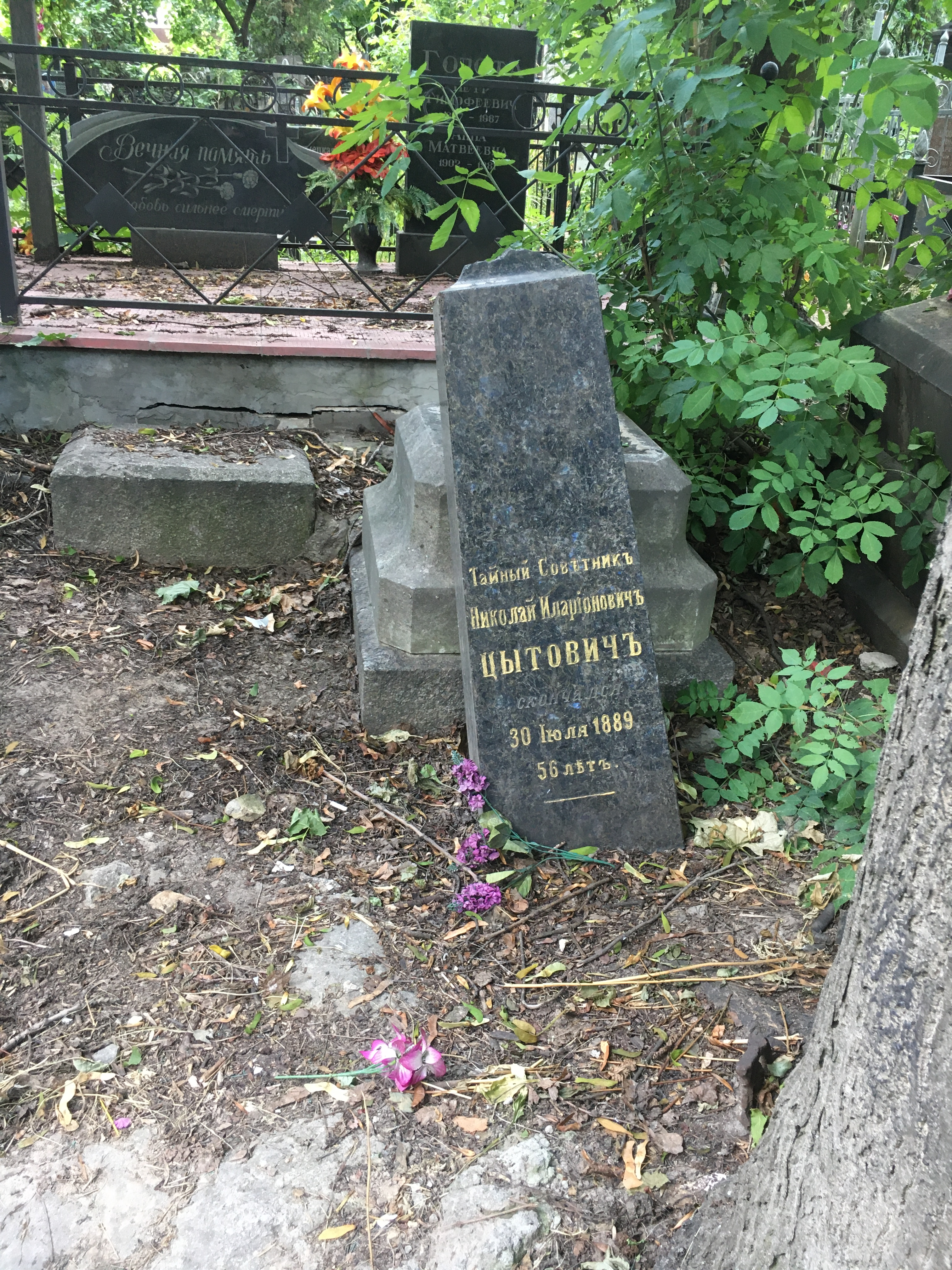
Надгробный памятник Н. И. Цытовича на Байковом кладбище в Киеве

Умер 30 июля (11 августа) 1889 года в Киеве. Похоронен на Байковом кладбище.

## Награды
- Орден Святого Станислава 2-й степени с Императорской короной (1865)
- Орден Святого Владимира 4-й степени (1867)
- Орден Святой Анны 2-й степени (1869)
- Орден Святого Владимира 3-й степени (1878)
- Орден Святого Станислава 1-й степени (1881)
- Орден Святой Анны 1-й степени (1883)

Медали:
- Медаль «В память войны 1853—1856»

## Семья
Братья:
- Мартиниан (1822—1879) — действительный статский советник, состоял при Главном интендантском управлении
- Иван (1836—1891) — генерал-майор
- Илларион (1839—1908) — статский советник, инспектор Петербургского горного института.